# Stéphane Pignol
Pour les articles homonymes, voir Pignol.
Stéphane Pignol, né le 3 janvier 1977 à Aubagne, est un footballeur français.
Il est défenseur. Il est le frère cadet de Christophe Pignol, lui aussi footballeur. 

## Biographie
Stéphane Pignol débarque au SD Compostela en 1996 par l'intermédiaire de Franck Passi, alors qu'il joue à Aubagne en Promotion d'Honneur. À Saint-Jacques-de-Compostelle, Stéphane rencontre sa future femme Nuria. Il quitte le SDC en 2003 après une saison de salaires impayés.
Il vit maintenant[Quand ?] en Provence, avec sa famille et ses enfants.